# Крюки (река)
Крюки — река на полуострове Камчатка в России. Протекает по территории Усть-Камчатского района. Длина реки — 54 км, площадь водосборного бассейна — 429 км².
Начинается в маленьком озере между горами Крюки хребта Крюки и Большой Тигиль Срединного хребта. Огибает гору Крюки с западной и южной сторон. Течёт в общем юго-восточном направлении по межгорной долине через берёзовый и берёзово-лиственничный лес. Ширина реки в нижнем течении — 12 метров, глубина — 70 сантиметров, дно твёрдое. Низовья заболочены. Впадает в реку Камчатка слева на расстоянии 205 км от её устья напротив села Майского.
По данным государственного водного реестра России относится к Анадыро-Колымскому бассейновому округу. Код водного объекта — 19070000112120000015943.
Основные притоки — реки Ымэнот, Вэготкын, Гытгыкэн, Ныкмыкан (левые); Нынонмыкэн (правый).